# Entspannungsspiele

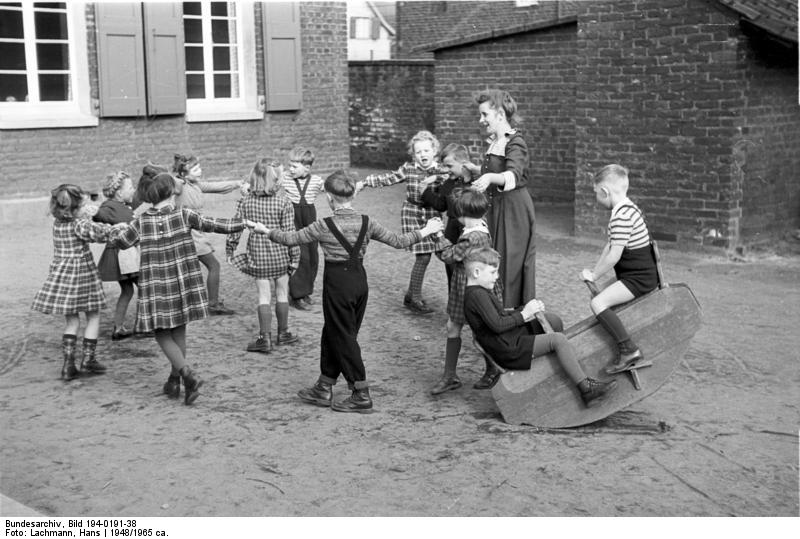
Entspannende Spiele im Kindergarten (1948)

Unter Entspannungsspielen verstehen Spielwissenschaft und Spielpädagogik eine Gattung vielfältiger Spielformen, die geeignet sind, Spannungspotenzial in der menschlichen Befindlichkeit abzubauen und Ruhe, Ausgeglichenheit und Sammlung in das Spielgeschehen zu bringen. Es handelt sich dabei oft um zweckgerichtete Spielformen, die eine außerhalb des eigentlichen Spiels angesiedelte Absicht, die der Entspannung, verfolgen. Daneben finden sich Entspannungsspiele aber auch als absichtslose spontane Spielformen im besinnlichen freien Spiel der Kinder, die also entspannen, ohne das ausdrücklich zu intendieren.

## Charakter und Funktion
Entspannungsspiele kennzeichnen sich durch einen ruhigen, konkurrenzfreien Umgang der Spielenden miteinander, durch ein bedächtiges Verfolgen des jeweiligen Spielgedanken und die Langsamkeit der Spielhandlungen. Der Begriff „Entspannungsspiele“, aber auch die große Zahl der Ratgeberliteratur mit ihrem diesbezüglichen Angebot, scheint auf den ersten Blick eine ausschließliche oder vorrangige Zweckausrichtung der Spielgattung nahezulegen. Die Benennung deutet auf Spielformen hin, denen es hauptsächlich darum geht, einen von außerhalb des spielimmanenten Spielgedanken herangetragenen Nutzeffekt zu erzielen, die Spiele also zu instrumentalisieren. Sie verfolgen damit z. B. eine bestimmte pädagogische, psychologische oder therapeutische Absicht. Sie dienen etwa der Beruhigung nach Stressereignissen. Sie werden insofern in der Therapie hyperaktiver Kinder, aber auch in der Altenpflege, im Kindergarten oder in schulischen Zusammenhängen methodisch eingesetzt. Sie sollen einen Ausgleich schaffen zu den aufregenden Wettspielen bei Kindergeburtstagen, im Schulsport und bei Spielfesten. Sie streben die Erholung von geistigen und körperlichen Strapazen an. Sie wollen einen Kontrast schaffen zum Leistungs- und Konkurrenzprinzip und haben ihren festen Platz in der Arbeit von Meditationszirkeln.
Neben dem Charakterzug von „intentionalen“ Spielen, die sich methodisch einsetzen lassen, verfügen Entspannungsspiele aber auch über einen eigenen, spielimmanenten Sinn, der noch im ungelenkten Kinderspiel zum Ausdruck kommt, etwa in der Fantasiereise, einer Endloserzählung vor dem Einschlafen. In der Systematik der Spielwissenschaftler Siegbert A. Warwitz und Anita Rudolf werden die Entspannungsspiele entsprechend unter „Sinngebungen des Spiels“ eingeordnet. Sie stehen mit dem Spielgedanken „Spielend sich entspannen“ im Kontrast zu konkurrierenden Sinngebungen wie „Spielend sich messen“, „Spielend Abenteuer erleben“ oder „Spielend lernen“, die eher die aktivierenden und aufregenden Momente des Spielens bedienen. Entspannungsspiele wollen keine Spannungen aufbauen, sondern im Gegenteil auflösen. Sie verfolgen – oft nach Phasen der Anspannung, heftiger Aktivität und lebhafter Bewegung – das Ziel, zur Ruhe zu kommen, sich zu sammeln, zu konzentrieren, auf sich selbst zu besinnen.

## Physiologische und psychologische Wirkungen
Die entspannenden Wirkungen dieser Spielgattung äußern sich einerseits auf physiologischem, andererseits auf psychologischem Gebiet. Beide sind eng miteinander verbunden:
Auf neuronaler Ebene findet eine Aktivierung des Parasympathikus und eine Schwächung des Sympathikus statt. Der Muskeltonus verringert sich, die Reflextätigkeit wird vermindert, die Herzfrequenz verlangsamt, der arterielle Blutdruck gesenkt, der Sauerstoffverbrauch reduziert, die Hautleitfähigkeit verringert, die peripheren Gefäße werden erweitert und die hirnelektrischen und neurovaskulären Aktivitäten verändert.
Die physiologischen Wirkungen gehen auf der psychologischen Ebene mit einer größeren Gelassenheit und einem erhöhten Wohlbefinden einher. Die Emotionen kommen in ein Gleichgewicht, Aggressivität wird abgebaut. Die Konzentrationsfähigkeit und Differenzierungsfähigkeit der körperlichen Selbstwahrnehmung verbessert sich und vermittelt das Erleben einer spürbar gesteigerten inneren Ruhe und neu gewonnenen Friedfertigkeit.

## Geschichte
Entspannungsspiele haben eine lange Tradition. Als zielgerichtete Methode in Lernprozessen tauchen sie bereits bei den Philanthropen im 18. Jahrhundert auf. So erkannte Johann Christoph Friedrich GutsMuths bereits die Wirkungsweise bestimmter Spielformen für die „Gesundheit von Geist, Körper und Seele“ und baute sie systematisch in sein Erziehungskonzept ein. In seinem berühmten, viel gelesenen Spielbuch von 1796, dem er den Titel „Spiele zur Übung und Erholung des Körpers und Geistes“ gab, vermittelt er den Lehrern und Erziehern eine große Anzahl entsprechender, mit eingehenden Erklärungen versehener, Spielbeispiele.
In der heutigen Zeit stellen sich neue und andersartige Probleme: Die Reizüberflutung und Dauerberieselung durch die modernen Medien führt bei vielen Kindern und Jugendlichen zu Hochspannungszuständen, die häufig Erschöpfung, Schlappheit, Konzentrationsschwäche, Phlegma, Schulmüdigkeit und Lernunlust zur Folge haben. Stilleerfahrungen, die Fähigkeit zufriedenen Bei-sich-Sein-Könnens, sich versenken, meditieren, regenerative Prozesse bewerkstelligen zu können und damit auch der Zugang zu notwendigen Selbsterfahrungen haben abgenommen. Gegen diese negativen gesellschaftlichen Tendenzen bietet eine umfangreiche Ratgeberliteratur mit Vorschlägen zu Entspannungsspielen ihre Hilfe an. (s. Literaturverzeichnis)

## Beispiele
Entspannungsspiele finden sich sowohl im freien als auch im gelenkten Spiel. Sie lassen sich in unterschiedliche Kategorien fassen und auch bestimmten Personengruppen zuordnen:

### Vorschule und Grundschule
Die Himmelsleiter ist ein bei Vorschul- und Grundschulkindern beliebtes Spiel vor dem Einschlafen. Es zählt zu der Kategorie der Fantasiereisen: Schon im Bett, aber noch nicht müde genug, beginnt ein Kind seine Fantasieerzählung vom Aufstieg über die Himmelsleiter in das Reich der Wolken, Feen, Engel. Nach einigen Gedanken überlässt es einem anderen Kind die Weiterführung der gemeinsamen imaginären Reise, das wiederum den Erzählstrang nach einer Weile zurück- oder weitergibt, bis die Endlosgeschichte sich im Schlummer der Ermüdeten auflöst.

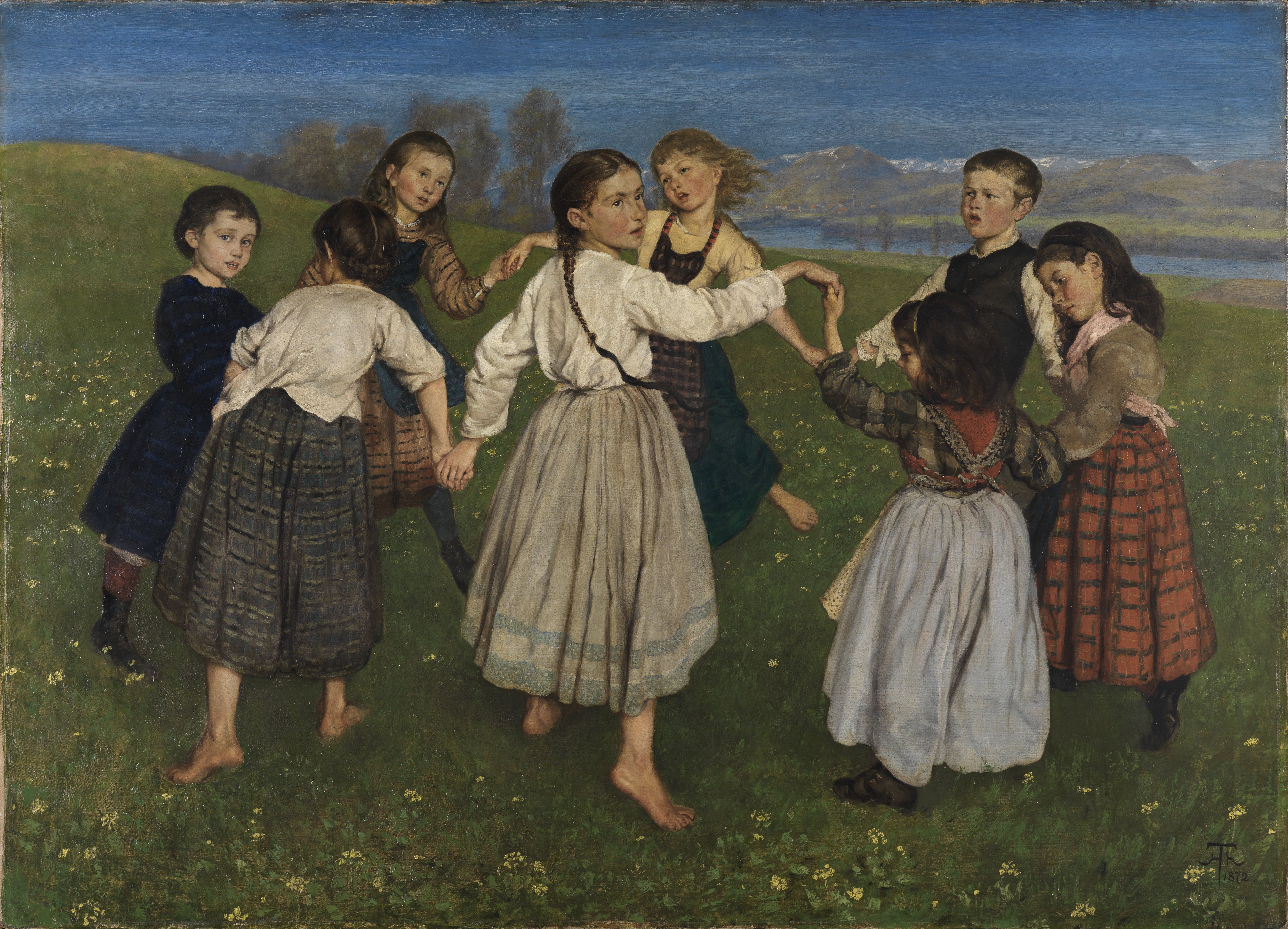
Hans Thoma: Der Kinderreigen als ungelenktes interaktives Spiel, 1884

Der Kinderreigen ist ein beliebtes Spiel bis ins Grundschulalter, das Kinder auch ohne den Einfluss von Erwachsenen im freien Spiel praktizieren. In Kreisformation bei den Händen gefasst, bewegen sich die Kinder im Schreiten und leichten Hüpfen nach beiden Seiten, vorwärts und rückwärts und in Drehbewegungen. Sie verbinden die Bewegungen meist mit dem Singen bekannter Melodien, mit rhythmischem Klatschen oder dem Aufsagen sich reimender Verse.
Zu den Entspannungsspielen in Kreisform zählen auch Spiele wie Armer schwarzer Kater, bei dem ein Mitspieler einen anderen aus der Runde durch Grimassen und Miauen dazu bewegen muss, seinen Gesichtsausdruck zu verändern oder besinnliche Legespiele, wie die zahlreichen Puzzle-Formen.
Das Blindenführen, bei dem ein Partner den anderen behutsam durch den Raum geleitet und bestimmte Gegenstände ertasten lässt, gehört zu den Spielen zum Abbau von Berührungsängsten und zur Vertrauensbildung mit Entspannungscharakter.

### Jugendliche und Erwachsene
Jugendliche lieben Orakelspiele, wie das Flaschendrehen oder Pendeln, bei denen bestimmte Vorhersagen getroffen, Mitspieler für bestimmte scherzhafte Aufgaben ausgelost und entspannende Rituale vollzogen werden.
Mit entschleunigten Bewegungsspielen lässt sich unter didaktischen Gesichtspunkten ein Abreagieren von aufregenden Kampfspielen erreichen. Sie dienen der Sammlung und Erholung und haben eine lange Tradition.
Der Gordische Knoten, bei dem die komplizierte Verstrickung der Hände und Arme der gesamten Spielgruppe gemeinsame Überlegungen und praktische Versuche zur allmählichen Lösung herausfordert, eignet sich als anspruchsvolles Denk- und Handlungsspiel noch für Studierende.
Das aus China stammende Tangram ist ein besinnliches Legespiel, das den oder die Spielenden auffordert, aus sieben oder mehr Einzelteilen, bestehend aus Dreiecken, Quadrat und Rhombus, geometrische Figuren oder Tiere wie eine Ente, Schlange oder Fledermaus herzustellen. Das konzentrierte meditative Spiel kann auch schon beim Ausschneiden der Spielformen und Selbstherstellen des Spielmaterials beginnen.

### Senioren und Behinderte
Ältere und behinderte Menschen bevorzugen Spiele, bei denen es langsamer und bedächtiger zugeht, wie etwa bei den Kartenspielen: Patiencen, die bereits das Wort „Geduld“ im Namen führen, fordern den oder die Spielenden dazu auf, die ausgelegten Karten in eine vorbestimmte Reihenfolge zu bringen oder zu Gestalten wie einem Zifferblatt mit Zeiger, einem Schmetterling, einer Harfe oder einem Zopf zu formen.
Als Bewegungsspiele eignen sich alle Spiele mit zyklischen Bewegungen, also Bewegungen, bei denen sich gleichartige Teilbewegungen ständig wiederholen, wie Geh-, Lauf-, Hüpf- oder Tanzspiele. Der sogenannte sakrale oder meditative Tanz etwa ist ein einfach strukturiertes Spiel in Kreisstellung, das auf Besinnung und Meditation ausgerichtet ist. Die Spielenden bewegen sich in langsamen, gemessenen Schritten. Es ist ein gemeinsames „Schreiten in die Stille“. Diese Spielform findet zunehmend Verbreitung in spirituellen und kirchlichen Gruppen und wird auch im pädagogischen und therapeutischen Bereich häufig angewendet.
Ein beliebtes Spiel aller Personengruppen ist auch das Spiegelbild, bei dem der gegenüberstehende Partner alle ihm vorgemachten Bewegungen und Handlungen spiegelbildlich imitieren soll.

## Einzelbelege
1. ↑  Siegbert A. Warwitz, Anita Rudolf: Spielend sich entspannen – Entspannungsspiele. In: Dies.: Vom Sinn des Spielens. Reflexionen und Spielideen. Schneider Verlag, 5. Auflage, Baltmannsweiler 2021, S. 37–125.
2. ↑  Warwitz/Rudolf 2021, S. 75.
3. ↑  Edmund Jacobson: Entspannung als Therapie. Progressive Relaxation in Theorie und Praxis. 7., erweiterte Auflage. Klett-Cotta, Stuttgart 2011.
4. ↑  Johann Christoph Friedrich GutsMuths: Spiele zur Übung und Erholung des Körpers und Geistes. Hof 1796 (8. Auflage 1893).
5. ↑  Siegbert A. Warwitz, Anita Rudolf: Die Fantasiereise. In: Dies.: Vom Sinn des Spielens. Reflexionen und Spielideen. Schneider Verlag, 5. Auflage, Baltmannsweiler 2021, S. 77.
6. ↑  Heike Jung: 100 Bewegungs- und Entspannungsspiele für die Krippe. Verlag an der Ruhr, Mülheim o. J.
7. ↑  Ursula Rücker-Vennemann: Entspannungsspiele für Kinder. Don Bosco, München 200.
8. ↑  Rosemarie Portmann, Elisabeth Schneider: Spiele zur Entspannung und Konzentration. Don Bosco, München 1994.
9. ↑  Johann Christoph Friedrich GutsMuths: Spiele zur Übung und Erholung des Körpers und Geistes. Hof 1796 (8. Auflage 1893).
10. ↑  Siegbert A. Warwitz, Anita Rudolf: Der Gordische Knoten. In: Dies.: Vom Sinn des Spielens. Reflexionen und Spielideen. 5. Auflage. Schneider, Baltmannsweiler 2021, S. 148+149
11. ↑  Joos Elffers: Tangram. Dumont. Köln 1978.
12. ↑  Annette Leonhard (Hrsg.): Entspannungsspiele für hörgeschädigte und sprachbehinderte Kinder. Luchterhand, Neuwied 2000.
13. ↑  Josef Broich: Entspannungsspiele. Maternus, Köln 1998.